# Peter Senge
Peter M. Senge nació en 1947. Se graduó en ingeniería de la Universidad de Stanford. Hizo una maestría en Social Systems Modeling en MIT. Posteriormente completó su doctorado en management. Es el director del centro para el Aprendizaje Organizacional del Instituto Tecnológico de Massachusetts. En 1990 escribe el libro The Fifth Discipline donde desarrolla la noción de organización como un sistema (desde el punto de vista de la Teoría General de Sistemas), en el cual expone un dramático cambio de mentalidad profesional.